# Regno dell'Aurès
Il Regno dell'Aurès (in latino Regnum Aurasium) è stato un regno berbero cristiano costituoitosi nella catena montuosa dell'Aurès nell'attuale Algeria. Fondato nel 480 dal re Masties dopo una serie di rivolte berbere contro il Regno dei Vandali, che aveva nel 435 conquistato l'Africa romana, il regno fu indipendente fino alla conquista omayyade del Nordafrica nel 703, quando l'ultimo monarca, la regina Kahina, fu ucciso in battaglia.
Proprio come il più vasto Regno Mauro-Romano, il regno dell'Aurès univa aspetti della cultura romana e berbera per governare in modo efficiente una popolazione composta dalle due etnie. Ad esempio Masties, il primo re, utilizzò il titolo di Dux e di Imperator per legittimare il suo governo e si dichiarò apertamente cristiano. Nonostante questo, l'Aurès non riconobbe la sovranità in Africa dell'Impero Romano d'Oriente, il re Iabda invase senza successo la prefettura del pretorio d'Africa, costituita a seguito della guerra vandalica.
Nonostante le ostilità aperte tra il regno dell'Aurès e l'Impero romano, quest'ultimo supportò i berberi durante l'invasione omayyade del Nordafrica, sperando che l'alleato potesse fermare l'avanzata araba. L'ultima regina, Kahina, guidò le truppe in battaglia contro gli arabi senza successo, infatti nel 703, dopo la sua morte, il regno fu conquistato.

## Storia

### Le rivolte berbere contro il Regno dei Vandali

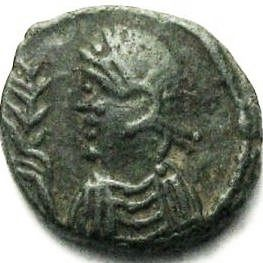
Secondo Procopio, le politiche impopolari del re vandalo Unnerico (raffigurato nella moneta in foto) alla fine degli anni 470, combinate con il fatto che il potente re Genserico era morto di recente, provocarono numero ed enormi rivolte berbere contro i vandali. La rivolta di Masties creò il Regno dell'Aurès.

Secondo lo storico romano Procopio, i mori iniziarono ad espandersi e a consolidare il loro potere soltanto dopo la morte del re vandalo Genserico avvenuta nel 477. Dopo aver ottenuto importanti vittorie contro il Regno dei Vandali si stabilirono in quella che fu la provincia romana della Mauretania. In seguito al tentativo del re vandalo Unnerico di convertire la popolazione all'arianesimo, i mori scatenarono una ribellione e, approfittando del momento, Masties, un berbero, fondò presso la catena montuosa dell'Aurès un regno indipendente; ulteriori regni berberi vennero fondati seguendo le gesta di Masties.
I successori di Unnerico, Gutemondo e Trasamondo, tentarono più volte di riconquistare gli stati fuggitivi, ma non ci riuscirono mai subendo, invece, disastrose sconfitte. Durante il regno di Trasamondo i Vandali subirono una sconfitta per mano di un comandante berbero, capo della città di Tripoli, chiamato Cabaon, che distrusse quasi completamente l'esercito inviato per conquistare la città.
I regni berberi iniziarono fin da subito ad adottare l'organizzazione militare, civile e religiosa presente nell'Impero romano, latinizzando di conseguenza anche l'identità politica e culturale dei cittadini. Masties, primo re dell'Aurès, iniziò ad utilizzare il titolo di Imperator, legittimando il suo regno agli occhi dei sudditi di origine romana. La capitale del regno era Arris.

### La guerra vandalica e le sue conseguenze
I documenti bizantini che descrivono il Regno dei Vandali precisano la trinità dei popoli che lo costituivano: Vandali, Alani e Mori. Anche se alcuni berberi avevano assistito i Vandali durante le loro conquiste in Africa, le rivolte berbere colpivano in maggioranza proprio loro e non gli altri; questa selezione favorì l'espansione di piccoli regni come quello dell'Aurès.
In seguito alla riconquista bizantina del Regno dei Vandali, i governatori locali iniziarono ad avere problemi con le varie tribù berbere. La provincia di Bizacena fu invasa e la guarnigione locale guidata dai comandanti Gaina e Rufino, fu sconfitta. Il prefetto pretoriano dell'Africa appena nominato, Salomone, rispose all'aggressione guidando un esercito di circa 18000 uomini nel territorio della provincia. Dopo aver sconfitto i berberi, Salomone ritornò a Cartagine, e la sua assenza da Bizancena provocò un'ulteriore ribellione delle tribù. Il prefetto fu costretto a intervenire una seconda volta, sconfiggendoli ora in modo decisivo. I vari soldati berberi, ora disorganizzati, fuggirono verso la Numidia dove trovarono protezione e amicizia in Iabdas, re dell'Aurès. Masuna, re del regno mauro-romano, alleato dei bizantini, insieme a Ortaias, re di un regno nell'ex provincia romana della Mauritania Sitifense, esortò Salomone a inseguire i berberi in Numidia, cosa che fece. Salomone però non ingaggiò Iabdas in battaglia, diffidando della lealtà dei suoi alleati, e costruì invece una serie di fortificazioni lungo le strade che collegavano la provincia di Bizacena con la Numidia.
Sebbene l'Impero romano avesse già una volta esercitato il controllo sui berberi e i questi continuassero a seguire gli usi e i modi romani, nonché a riconoscere il dominio bizantino sul Nord Africa, questi si integravano alla nuova cultura romana in modo assai difficile: il cambio della lingua ufficiale dal latino al greco avvenuto nell'Impero romano d'Oriente fu in parte la causa del problema; i berberi non sapevano parlare il greco e non erano bilingue.

### Le guerre contro gli arabi
Nonostante le ostilità tra i due stati, l'impero bizantino sostenne il regno dell'Aurès durante la conquista omayyade del Nordafrica, sperando che gli invasori potessero trovare un valido avversario. Anche con la caduta del regno mauro-romano nell'anno 570, la capitale Altava rimase in qualche modo una sede del potere berbero. Il re Kusayla, l'ultimo re berbero a governare Altava, morì combattendo contro il califfato omayyade. Nella battaglia di Mamma avvenuta nel 690, un esercito formato da soldati bizantini e altavi fu sconfitto e Kusayla ucciso.
Con la morte del re di Altava, la guida della resistenza passò a una tribù nota come tribù di Jerawa che viveva sulla catena montuosa dell'Aurès: le truppe di questa tribù si unirono alla regina dell'Aurès Kahina, che guidò le ultime battaglie dei berberi contro gli arabi. Kahina fu uccisa in battaglia nel 703 nei pressi di un pozzo che porta ancora il suo nome, Bir al Kahina, ad Aures. Il regno dell'Aurès cessò di esistere e fu incorporato nel califfato omayyade.

## Elenco dei re e delle regine dell'Aurès noti
| Monarca | Regno     | Note |
| ------- | --------- | --- |
| Masties | 484 - 516 | Fondò il regno a seguito di una rivolta contro il re vandalo Unerico. Rivendicò il titolo di Imperator.                                 |
| Iabdas  | 516 - 539 | Condusse un conflitto di breve durata contro l'esarcato d'Africa. Fuggì in Mauritania dopo la sconfitta per mano dei Bizantini nel 539. |
| Kahina  | 668 - 703 | Il sovrano finale del regno. Si dice che abbia governato per 35 anni, guidò la resistenza berbera contro gli arabi dal 690.             |